# Paradisaea minor
La paradisea minore (Paradisaea minor Shaw, 1809) è un uccello passeriforme della famiglia Paradisaeidae.

## Descrizione

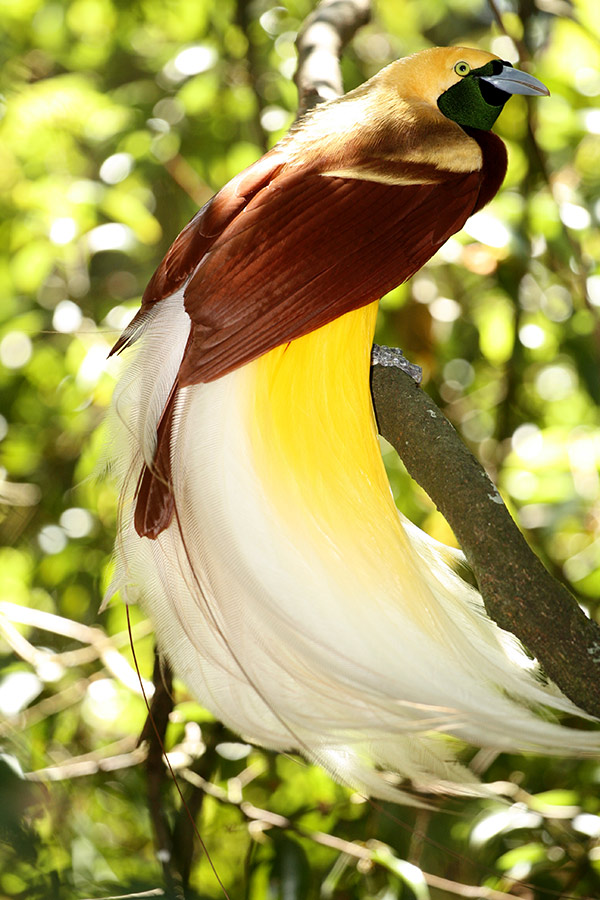
Maschio in cattività
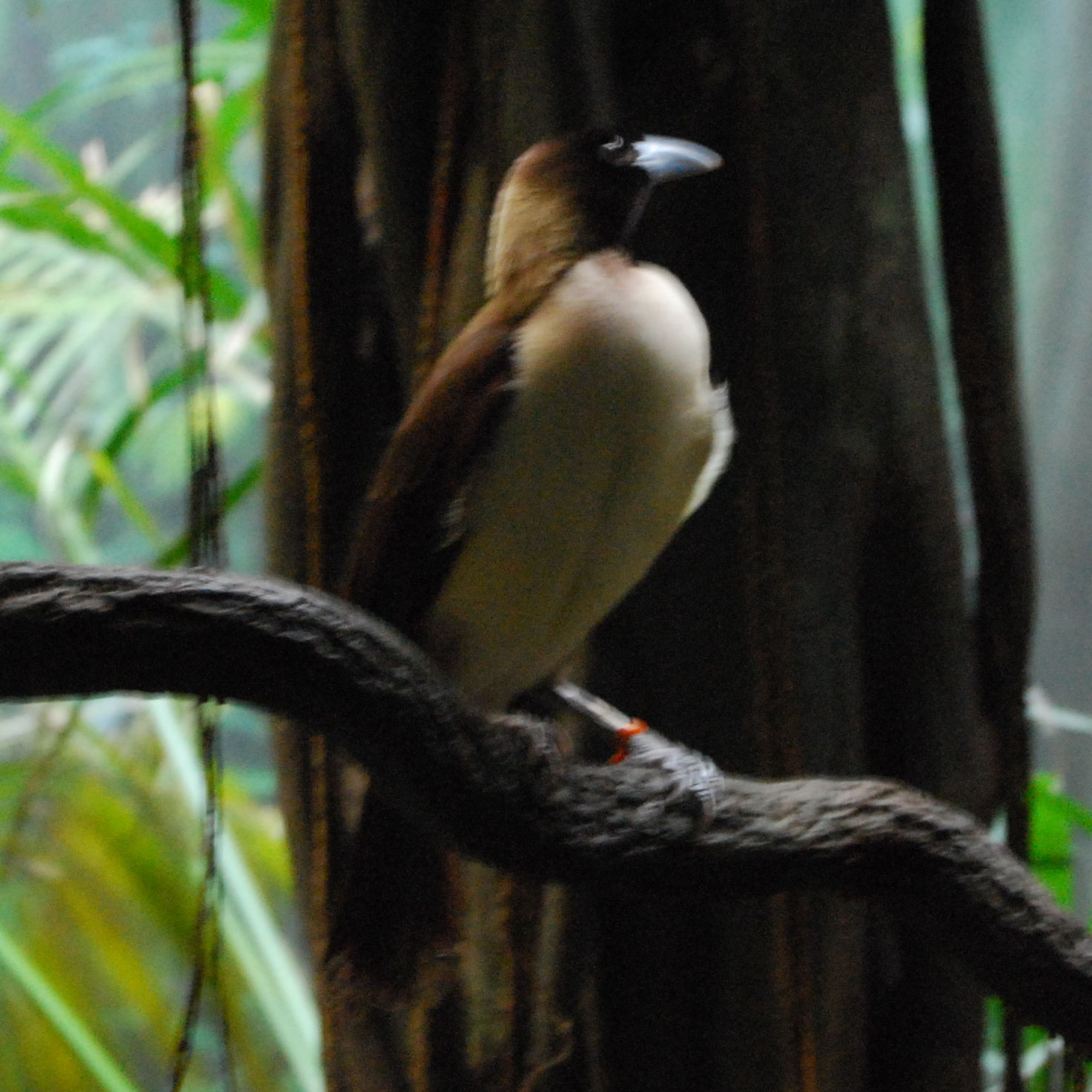
Femmina allo zoo del Bronx.

### Dimensioni
Misura 32 cm di lunghezza, per un peso di 141-300 g: i maschi, a parità d'età, sono più pesanti rispetto alle femmine, anche in virtù della presenza delle lunghe penne di fianchi e coda, lunghe poco meno del corpo.

### Aspetto
La paradisea minore è in pratica una versione di dimensioni minori della paradisea maggiore, dalla quale essa differisce per il petto bruno nei maschi e bianco nelle femmine, mentre nella "cugina" maggiore i maschi possiedono petto più scuro che nelle femmine è bruno, oltre ovviamente ad avere dimensioni medie leggermente superiori.

Anche in questi uccelli è presente un dimorfismo sessuale molto evidente, con le femmine dalla faccia di colore bruno scuro, mentre vertice e nuca sono bruno-giallastri, ali, dorso e coda sono di colore bruno e petto, ventre e sottocoda sono di colore bianco latte: i maschi, invece, presentano testa e groppa di colore giallo zolfo, gola e base del becco verde smeraldo, ali, dorso, petto, ventre e coda bruni. Nei maschi, le penne dei fianchi sono allungate e vaporose, rivolte all'indietro (nascondendo le due penne centrali della coda, anch'esse allungate ma filiformi) e di colore giallo alla base, che sfuma nel bianco nella parte mediana e distale: in ambedue i sessi gli occhi sono di colore giallo, mentre le zampe sono nerastre ed il becco è grigio-bluastro.

## Biologia

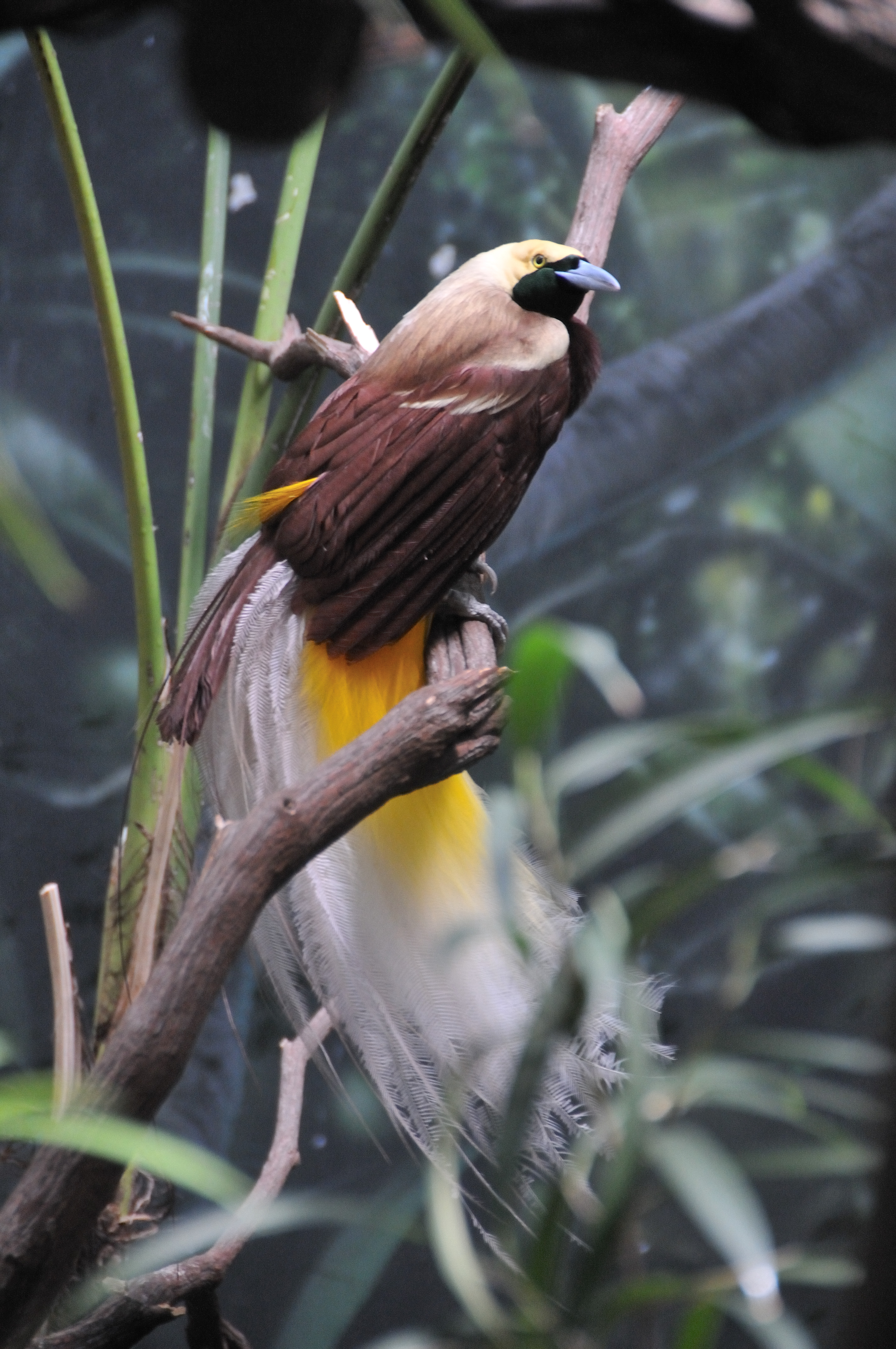
Maschio allo zoo del Bronx.

Le paradisee minori sono uccelli diurni, dalle abitudini tendenzialmente solitarie, abitatori del folto della canopia, dove passano la maggior parte del tempo alla ricerca di cibo.

### Alimentazione

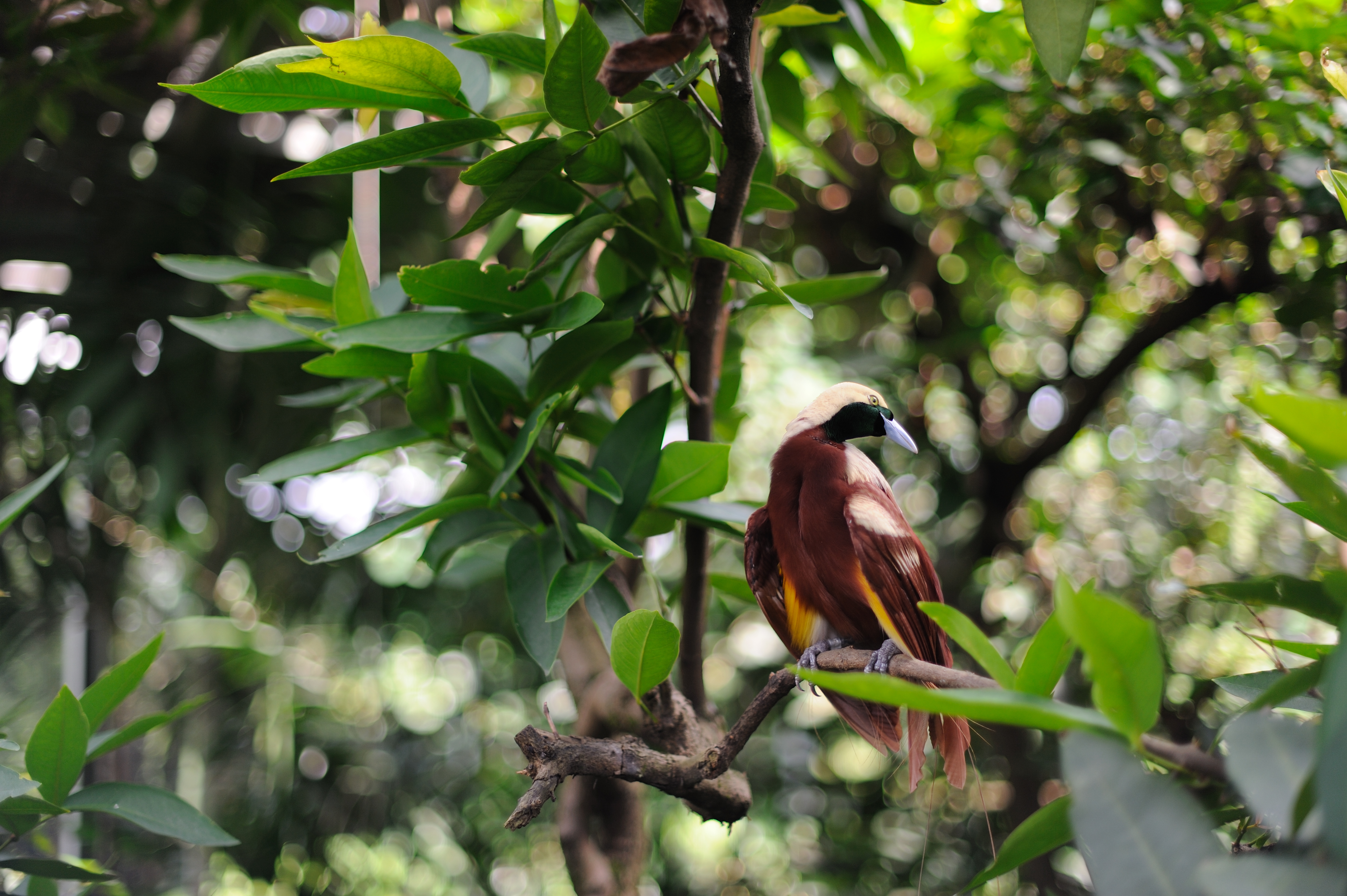
Maschio in natura.

La paradisea minore presenta dieta essenzialmente frugivora, la cui dieta però comprende anche una buona percentuale di insetti ed altri invertebrati: sembrerebbe esserci un legame fra la componente animale della dieta di questi uccelli e la lieve tossicità delle carni registrata in alcuni esemplari, tuttavia servono ulteriori studi a conferma di ciò.

### Riproduzione

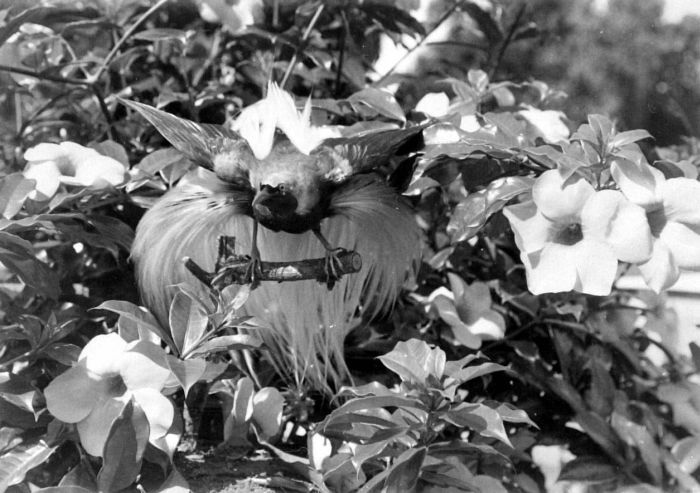
Maschio in corteggiamento in una foto di repertorio.

La stagione riproduttiva va da luglio a febbraio. La paradisea minore è una specie poligina, i cui maschi si esibiscono in lek, riunendosi in uno o più alberi in cui ciascuno di essi ricava il proprio spazio di esibizione rimuovendo le foglie da un ramo che poi cercherà di conservare negli anni: ciascuna arena conta fino a una quindicina di maschi in esibizione, coi maschi più vecchi e i più forti che si dispongono al centro del lek per ottenere maggiore visibilità, mentre ai margini dell'arena si aggregano i maschi immaturi, sopraggiunti per osservare ed apprendere i rituali di corteggiamento.
Per attrarre le femmine, i maschi si tengono impettiti, con ali aperte e penne dei fianchi erette, emettendo un fischio seguito da un verso gracchiante: durante il corteggiamento vero e proprio, invece, essi fanno roteare le ali ed emettono un verso nasale percorrendo il proprio posatoio avanti e indietro con le penne dei fianchi erette, per poi chinarsi ritmicamente in avanti, nel gesto di affilare il becco contro il proprio ramo.
Le femmine osservano varie arene prima di scegliere con quale maschio accoppiarsi. Dopo l'accoppiamento, esse si allontanano dalle arene (dove i maschi continuano ad esibirsi) e si occupano in solitudine della costruzione del nido a coppa, della cova delle uova (fino a 12, sebbene generalmente questi uccelli non portino a maturità più di 2-3 nidiacei a covata) e delle cure parentali verso i nidicaei.

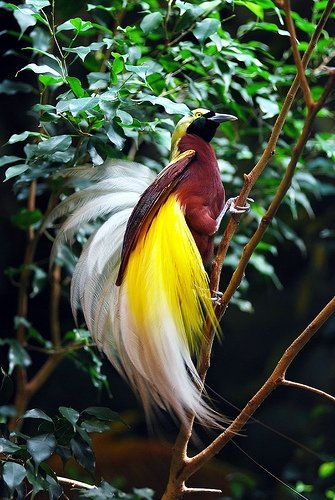
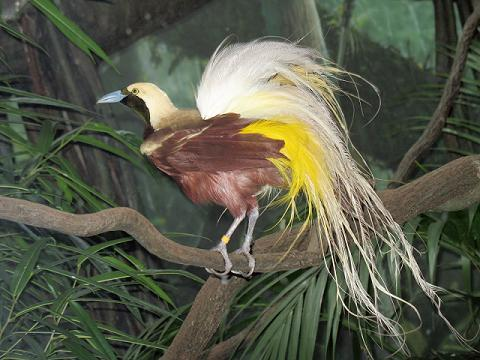

## Distribuzione e habitat
La paradisea minore abita tutta la fascia settentrionale della Nuova Guinea, dalla penisola di Doberai alla penisola di Huon: l'habitat di questi uccelli è rappresentato dalla foresta pluviale primaria e secondaria, dalle aree paludose e anche da prati e giardini urbani, pur con presenza di folta vegetazione. Pur prediligendo le aree di pianura e collina, questi uccelli possono essere osservati fino ad oltre 1500 m di quota.

## Tassonomia
Se ne riconoscono tre sottospecie:

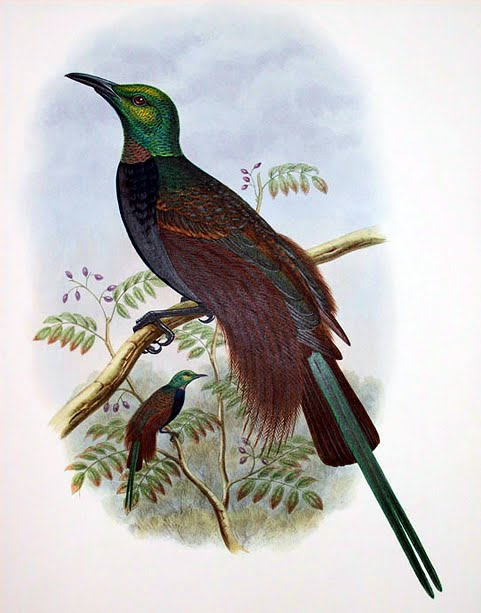
"Janthothorax bensbachi", in realtà un ibrido.

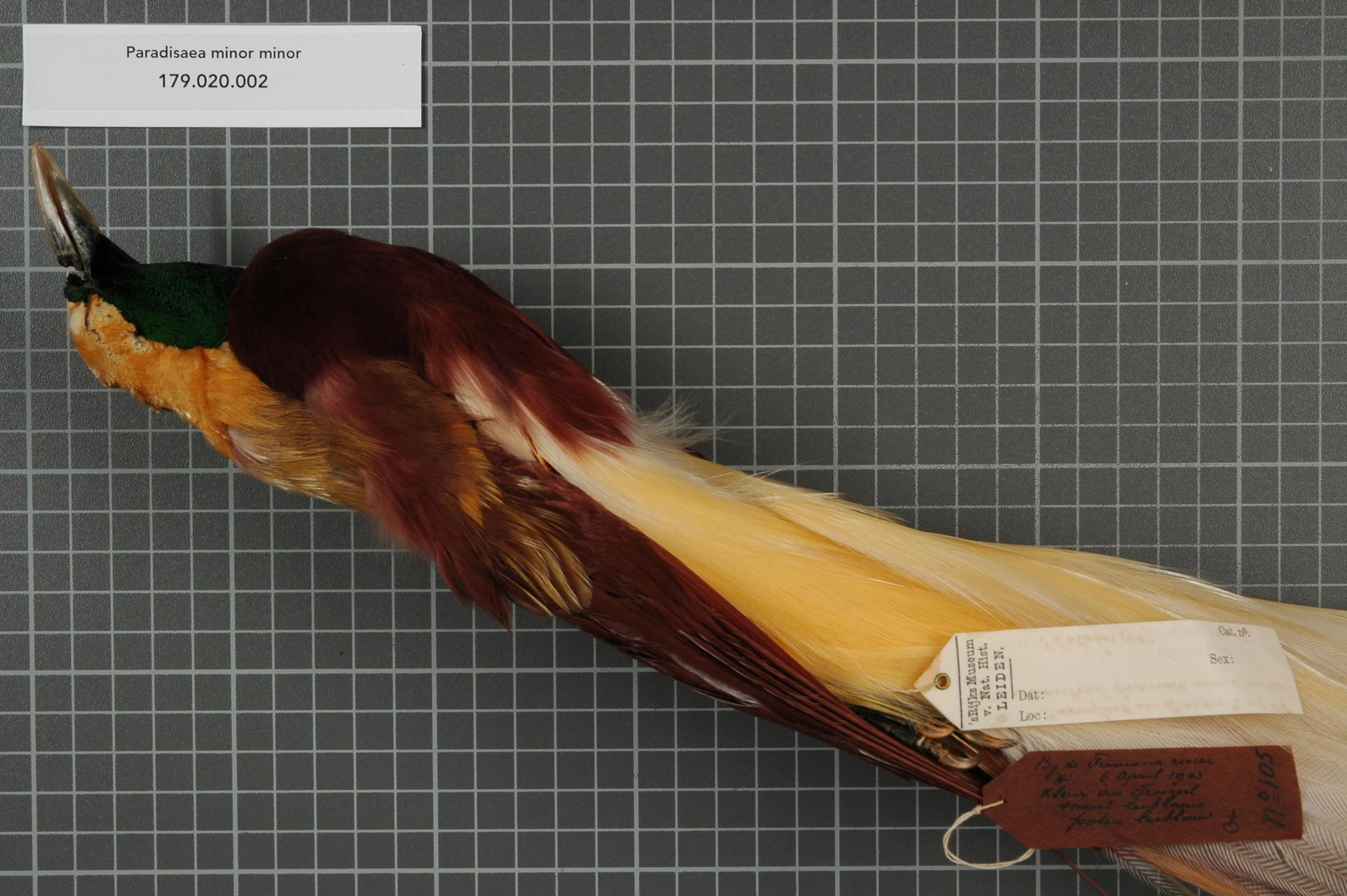
Maschio impagliato della sottospecie nominale.

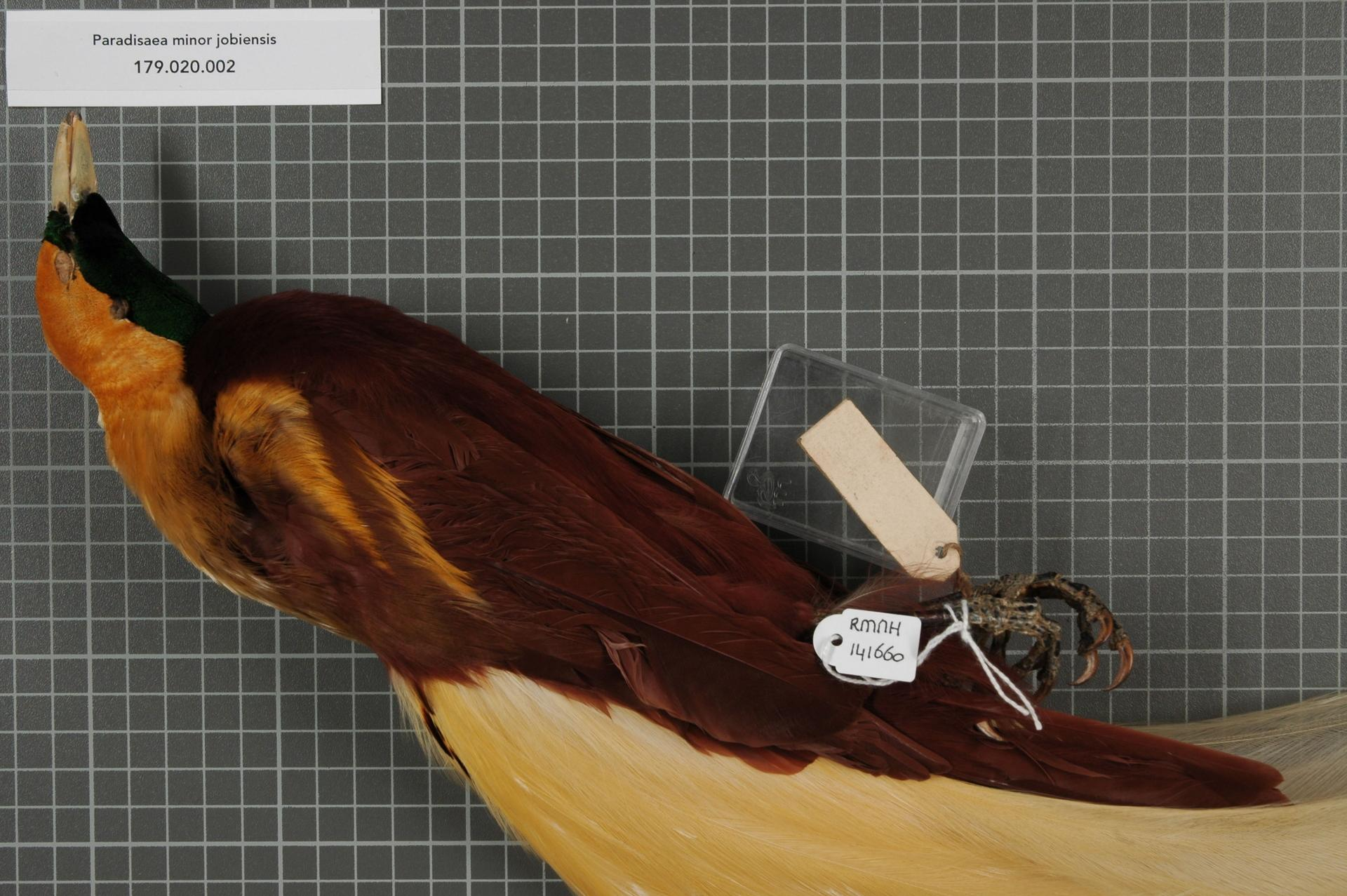
Maschio impagliato della sottospecie jobiensis.

- Paradisaea minor minor, la sottospecie nominale, diffusa dalla penisola di Doberai all'area di confine Papua - Irian Jaya;
- Paradisaea minor finschi Meyer, 1885, diffusa dal confine Papua - Irian Jaya al distretto di Middle Ramu;
- Paradisaea minor jobiensis Rothschild, 1897, endemica dell'isola di Yapen;

Gli uccelli dell'isola di Misool vengono talvolta considerate come una sottospecie a sé stante, col nome di Paradisaea minor pulchra, tuttavia si tende a considerarle come appartenenti alla sottospecie nominale.
La paradisea minore si ibrida con facilità con numerose altre specie di uccelli del paradiso, sia congeneri che non: ne sono noti casi di ibridazione in natura (spesso classificati come specie a sé stanti) con la paradisea di Raggi (ibridi classificati come Paradisaea gilliardi e come Paradisaea mixta Rothschild, 1921), la paradisea dell'Imperatore Guglielmo (ibrido classificato come Paradisaea duivenbodei), la paradisea dalle dodici penne (ibrido classificato come Paradisaea mirabilis Reichenow, 1901), la paradisea magnifica (ibrido classificato come Neoparadisaea ruysi van Oort, 1907) e l'uccello fucile magnifico (ibrido classificato come Janthothorax bensbachi Büttikofer, 1894).